# Monrovia
Monrovia es una ciudad de la costa atlántica de África, capital y la más poblada de la República de Liberia y del condado de Montserrado. Se llama así en honor al Presidente de los Estados Unidos James Monroe, que gobernaba en el momento en que los esclavos negros fueron liberados en la costa. La población es de 970.284 habitantes (2008). Su actual alcaldesa es Clara Doe-Mvogo. Con el 29% de la población total de Liberia, Monrovia es la ciudad más habitada del país.
Monrovia es el centro cultural, político y financiero de Liberia. El organismo que administra el gobierno del área metropolitana de Monrovia (Greater Monrovia) es la Corporación de la Ciudad de Monrovia. La ciudad es también el lugar en el que se encuentran los órganos de gobierno del país y los ministerios.

## Historia

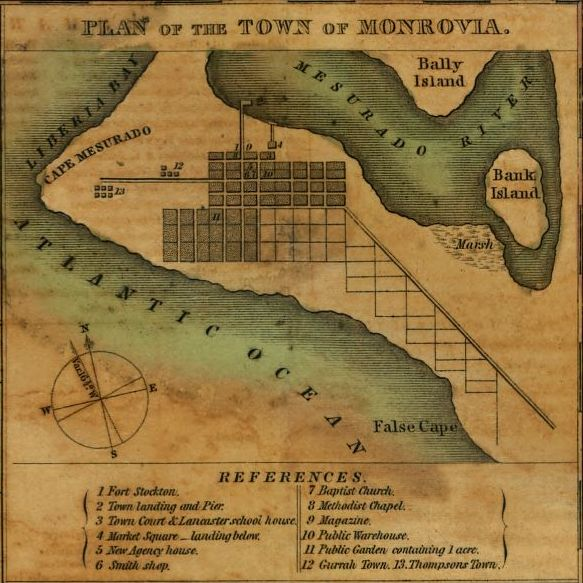
Plano de Monrovia del

El área estaba habitada cuando fue llamada Cabo Mesurado por los portugueses en 1560, pero la ciudad no fue fundada hasta abril de 1822, cuando la Isla de Providencia (actualmente conectada al centro de la ciudad por un puente) primero fue colonizada por la Sociedad Americana de Colonización como asilo para los esclavos liberados de los Estados Unidos y de las Indias Británicas, y después fue bautizada en honor del entonces presidente de los Estados Unidos, James Monroe. A partir de 1847 se convirtió en la capital del nuevo Estado liberiano.
En 1845, hubo una convención constitucional en Monrovia, en la que se redactó el documento que sería adoptado dos años más tarde como la constitución de la recién independiente y soberana República de Liberia.
A principios del siglo XX, 2500 de los 4000 habitantes de Monrovia eran americanos y liberianos. Monrovia se dividió en dos sectores: Monrovia propiamente dicha y Krutown. Monrovia propiamente dicha era donde residía la población estadounidense-liberiana de la ciudad; el estilo arquitectónico de sus edificios recordaba al del sur de los Estados Unidos. Krutown estaba habitada principalmente por la etnia Krus, pero también por Bassas, Grebos y miembros de otros grupos étnicos. Para 1926, grupos étnicos del interior de Liberia habían comenzado a emigrar a Monrovia en busca de trabajo. Para 1937, la población de Monrovia había aumentado a 10.000 y tenía 30 policías.

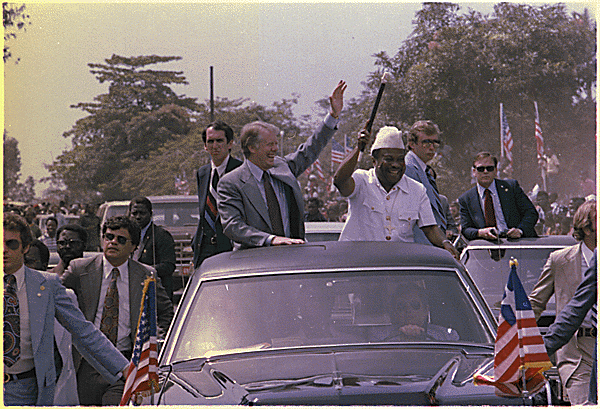
El presidente de los Estados Unidos, Jimmy Carter, y el presidente de Liberia, William Tolbert, saludan desde su caravana, 1978

En 1979, la Organización para la Unidad Africana celebró su conferencia cerca de Monrovia, presidida por el entonces presidente de Liberia, William Tolbert. Durante su mandato, Tolbert mejoró la vivienda pública en Monrovia y redujo a la mitad las tasas de matrícula en la Universidad de Liberia. En 1980, un golpe militar liderado por Samuel Doe derrocó al gobierno de Tolbert y ejecutó a muchos de sus miembros.
La Primera Guerra Civil de Liberia (1989 a 1997) y la Segunda Guerra Civil de Liberia (1999 a 2003) dañaron severamente muchos edificios y casi toda la infraestructura de la ciudad, particularmente durante el sitio de Monrovia. Hubo grandes batallas entre las fuerzas del gobierno de Samuel Doe y las fuerzas del Prince Johnson en 1990, y durante el asalto a la ciudad por parte del Frente Patriótico Nacional de Liberia en 1992. Durante las guerras, muchos niños y jóvenes se vieron obligados a participar en los combates y fueron privados de toda escolarización y, posteriormente, muchos de ellos quedaron sin hogar.
En 2002, Leymah Gbowee organizó la Acción Masiva por la Paz de Mujeres de Liberia, como parte de la cual, en Monrovia, las mujeres locales se reunieron en un mercado de pescado para orar y cantar. Este movimiento ayudó a poner fin a la guerra al año siguiente y a provocar la elección de Ellen Johnson Sirleaf como presidenta de Liberia, que se convirtió así en la primera nación africana en tener una presidenta mujer.
En 2014, la ciudad se vio afectada por el brote de ébola de África Occidental de 2014.  La epidemia del virus del Ébola en Liberia se declaró terminada el 3 de septiembre de 2015.

## Geografía
Está situada en una península entre el Océano Atlántico y el río Mesurado. Monrovia es la ciudad más grande de Liberia y su centro administrativo, económico, comercial y financiero más importante. La economía de la ciudad gira en torno a su puerto, que durante la Segunda Guerra Mundial fue ampliado sustancialmente por el Ejército estadounidense.
A través del puerto se exporta mineral de hierro y látex producidos en el país. El puerto cuenta con astilleros. La producción industrial se basa en cemento, refino de petróleo, producción alimentaria, ladrillos, azulejos, muebles y productos químicos.
Las atracciones turísticas principales son el Museo Nacional de Liberia, el Templo Masónico (actualmente en ruinas), el Waterside Market (actualmente cerrado) y numerosas playas. Además posee un zoo, y es la sede de la Universidad de Liberia y del Cuttington College and Divinity School.
La ciudad está conectada por vía marítima con Greenville y Harper, y el Aeropuerto Internacional Roberts está emplazado a 60 km de la ciudad, en Robertsfield.

### Clima
Según la clasificación climática de Köppen, Monrovia cuenta con un clima monzónico (Am). Durante el transcurso del año Monrovia ve una copiosa cantidad de precipitaciones. Monrovia promedia 5.100 mm (200 pulgadas) de lluvia al año. De hecho, Monrovia es la capital más lluviosa, recibiendo más precipitaciones anuales en promedio que cualquier otra capital del mundo. El clima cuenta con una estación lluviosa y una estación seca, pero las precipitaciones se observan incluso en la estación seca. Las temperaturas se mantienen constantes durante todo el año con un promedio de alrededor de 26 °C (79 °F).
| Parámetros climáticos promedio de Monrovia    | Parámetros climáticos promedio de Monrovia | Parámetros climáticos promedio de Monrovia | Parámetros climáticos promedio de Monrovia | Parámetros climáticos promedio de Monrovia | Parámetros climáticos promedio de Monrovia | Parámetros climáticos promedio de Monrovia | Parámetros climáticos promedio de Monrovia | Parámetros climáticos promedio de Monrovia | Parámetros climáticos promedio de Monrovia | Parámetros climáticos promedio de Monrovia | Parámetros climáticos promedio de Monrovia | Parámetros climáticos promedio de Monrovia | Parámetros climáticos promedio de Monrovia |
| Mes                                           | Ene.                                       | Feb.                                       | Mar.                                       | Abr.                                       | May.                                       | Jun.                                       | Jul.                                       | Ago.                                       | Sep.                                       | Oct.                                       | Nov.                                       | Dic.                                       | Anual                                      |
| --------------------------------------------- | ------------------------------------------ | ------------------------------------------ | ------------------------------------------ | ------------------------------------------ | ------------------------------------------ | ------------------------------------------ | ------------------------------------------ | ------------------------------------------ | ------------------------------------------ | ------------------------------------------ | ------------------------------------------ | ------------------------------------------ | ------------------------------------------ |
| Temp. máx. abs. (°C)                          | 35.0                                       | 38.0                                       | 37.0                                       | 38.0                                       | 35.0                                       | 33.0                                       | 36.0                                       | 35.0                                       | 32.0                                       | 33.0                                       | 36.0                                       | 34.0                                       | 38.0                                       |
| Temp. máx. media (°C)                         | 31.8                                       | 32.0                                       | 31.8                                       | 31.5                                       | 30.5                                       | 28.3                                       | 27.2                                       | 26.8                                       | 27.7                                       | 29.4                                       | 30.3                                       | 30.0                                       | 29.8                                       |
| Temp. media (°C)                              | 26.2                                       | 27.1                                       | 27.6                                       | 27.8                                       | 27.4                                       | 26.0                                       | 25.1                                       | 24.9                                       | 25.4                                       | 26.1                                       | 26.7                                       | 26.4                                       | 26.4                                       |
| Temp. mín. media (°C)                         | 22.0                                       | 23.4                                       | 23.7                                       | 23.8                                       | 23.9                                       | 23.4                                       | 23.0                                       | 22.9                                       | 23.3                                       | 23.2                                       | 23.5                                       | 22.5                                       | 23.2                                       |
| Temp. mín. abs. (°C)                          | 15.0                                       | 18.0                                       | 18.0                                       | 21.0                                       | 20.0                                       | 20.0                                       | 20.0                                       | 20.0                                       | 17.0                                       | 20.0                                       | 20.0                                       | 16.0                                       | 15.0                                       |
| Precipitación total (mm)                      | 51                                         | 71                                         | 120                                        | 216                                        | 516                                        | 973                                        | 996                                        | 373                                        | 744                                        | 772                                        | 237                                        | 130                                        | 5199                                       |
| Días de lluvias (≥ 0.1mm)                     | 5                                          | 5                                          | 10                                         | 17                                         | 21                                         | 26                                         | 24                                         | 20                                         | 26                                         | 22                                         | 19                                         | 12                                         | 207                                        |
| Horas de sol                                  | 158                                        | 167                                        | 198                                        | 195                                        | 155                                        | 105                                        | 84                                         | 81                                         | 96                                         | 121                                        | 147                                        | 155                                        | 1662                                       |
| Humedad relativa (%)                          | 78                                         | 76                                         | 77                                         | 80                                         | 79                                         | 82                                         | 83                                         | 84                                         | 86                                         | 84                                         | 80                                         | 79                                         | 80.7                                       |
| Fuente n.º 1: Deutscher Wetterdienst          |                                            |                                            |                                            |                                            |                                            |                                            |                                            |                                            |                                            |                                            |                                            |                                            |                                            |
| Fuente n.º 2: Danish Meteorological Institute |                                            |                                            |                                            |                                            |                                            |                                            |                                            |                                            |                                            |                                            |                                            |                                            |                                            |

## Educación

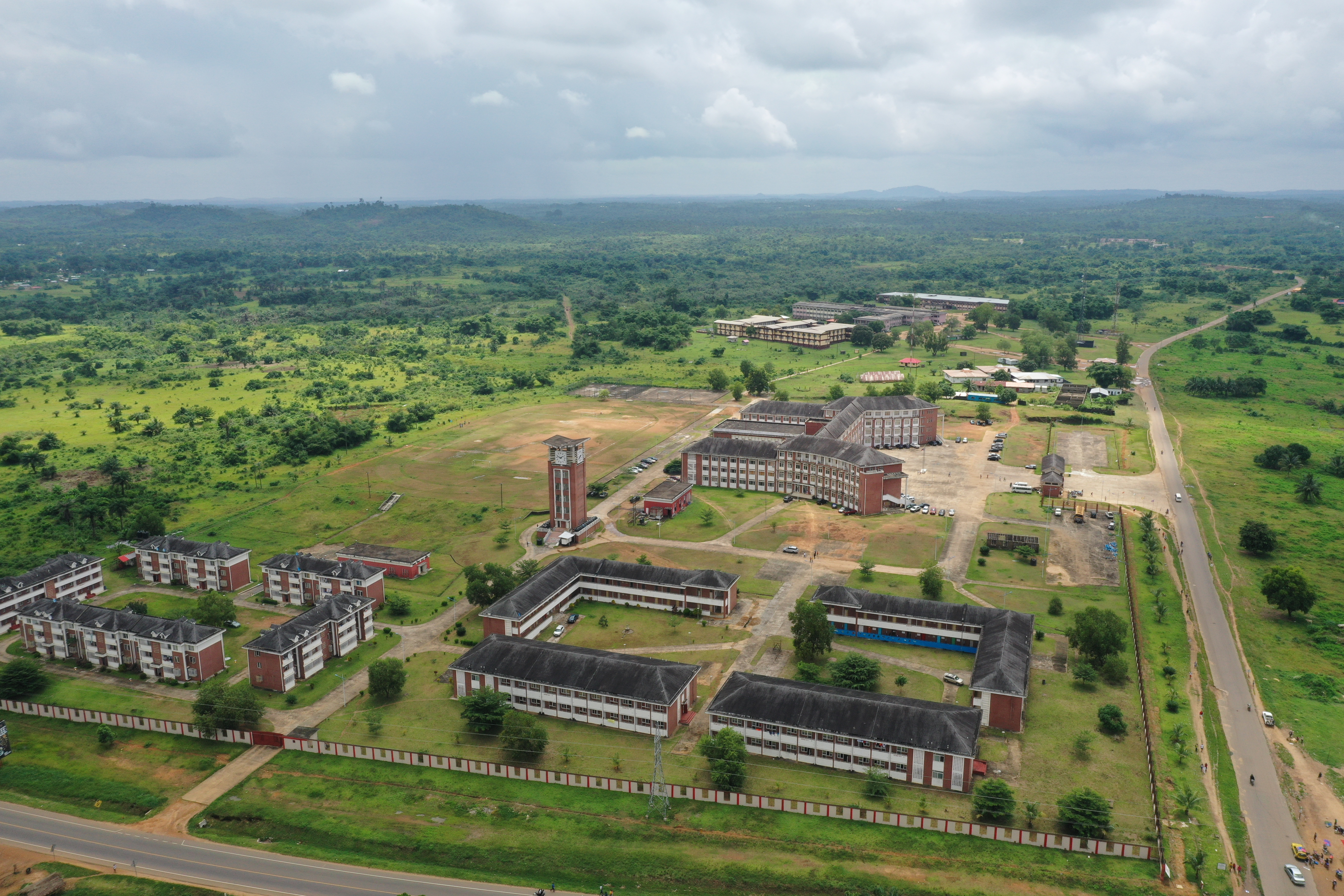
Vista aérea del campus Fendell de la Universidad de Liberia, en las afueras de la ciudad

Monrovia es la sede de la Universidad de Liberia, junto con la Universidad Metodista Episcopal Africana, la Universidad Metodista Unida, el Politécnico Stella Maris y muchas otras escuelas públicas y privadas. La educación médica se imparte en el Colegio de Medicina A.M. Dogliotti, y hay una escuela de enfermería y paramédica en el Instituto Nacional de Artes Médicas Tubman.
La educación desde el jardín de infancia hasta el duodécimo grado es proporcionada por el Sistema Escolar Consolidado de Monrovia, que sirve a la zona de Monrovia. Las escuelas incluyen Monrovia Central High School, Bostwain High School, D. Twe High School, G. W. Gibson High School y William V. S. Tubman High School.
La American International School of Monrovia se encuentra en Congo Town.

## Cultura y medios de comunicación

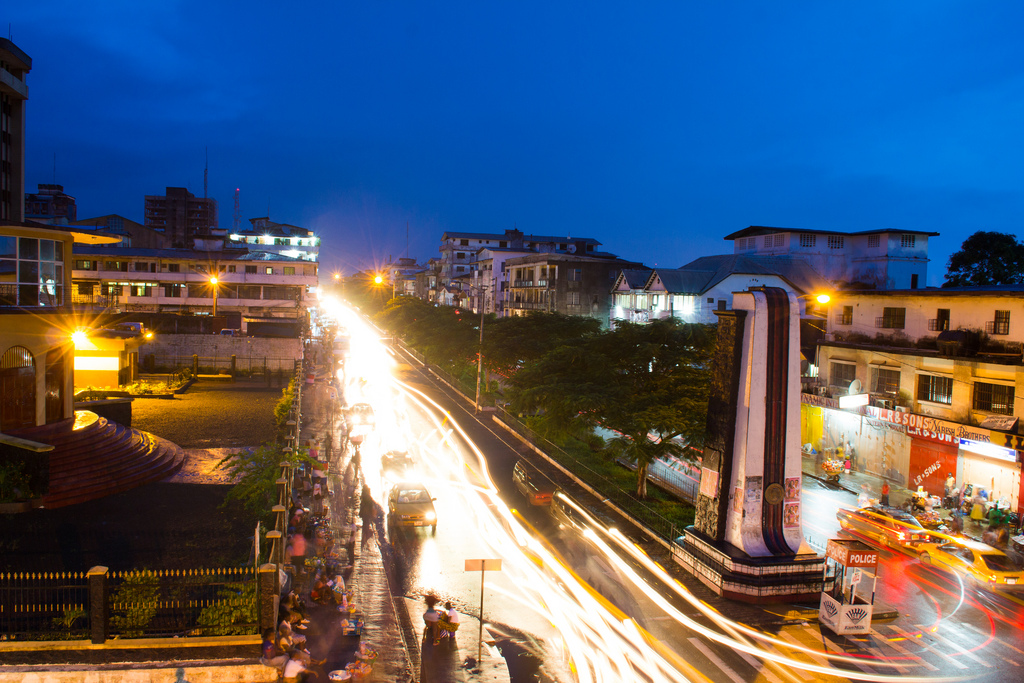
Broad Street, Monrovia de noche.

Las atracciones culturales de Monrovia incluyen el Museo Nacional de Liberia, la Templo Masónico, el mercado Waterside y varias playas. La ciudad también alberga el Estadio Antoinette Tubman y el Complejo Deportivo Samuel Kanyon Doe, que cuenta con uno de los estadios más grandes de África, con asientos para 40.000 personas.
La industria periodística de Monrovia se remonta a la década de 1820, con la fundación del Liberia Herald, uno de los primeros periódicos que se publicaron en África. En la actualidad, se imprimen diaria o quincenalmente numerosos periódicos de estilo tabloide, la mayoría de 20 páginas o menos. El Daily Talk es una recopilación de noticias y citas bíblicas escritas a diario en una pizarra al borde de la carretera en la sección Sinkor de Monrovia.
Monrovia también cuenta con emisoras de radio y televisión. La radio es la fuente dominante de noticias, porque los problemas con la red eléctrica dificultan ver la televisión. UNMIL Radio emite desde el 1 de octubre de 2003 y es la única emisora de Liberia que está en el aire las 24 horas del día. Se calcula que llega a 2⁄3 de la población. El Liberia Broadcasting System, de propiedad estatal, emite a todo el país desde su sede en Monrovia. STAR radio emite en 104 FM.

## Contaminación

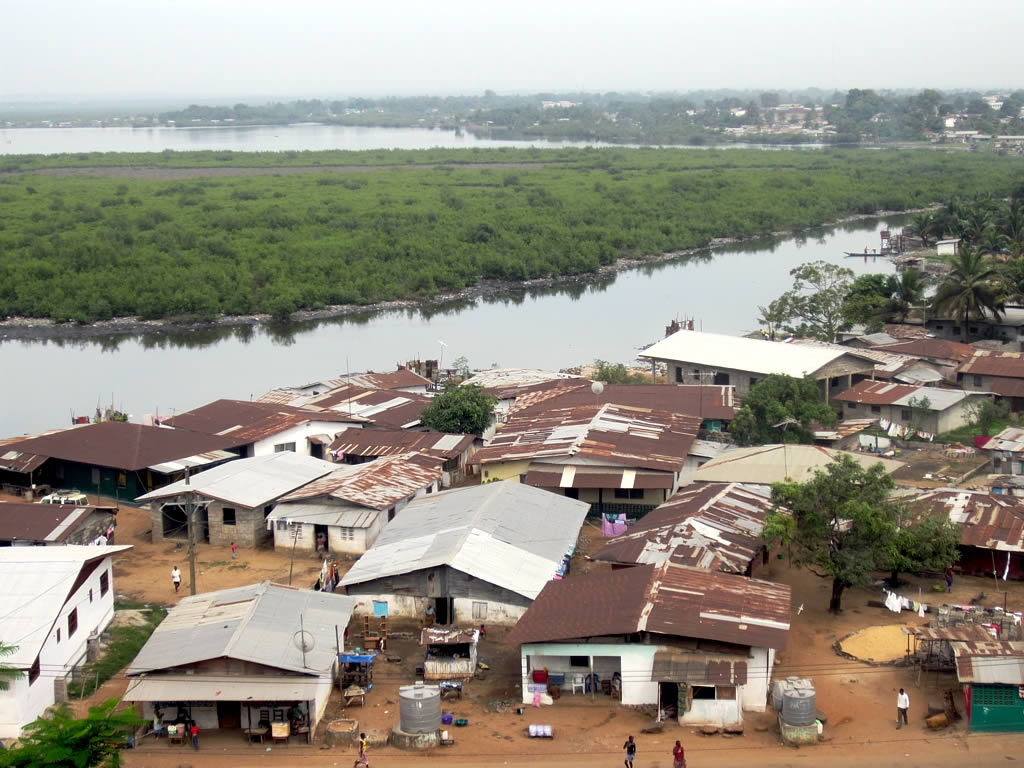
Viviendas a lo largo del río Mesurado en Monrovia. Se pueden ver plásticos desechados arrastrados por la corriente en la orilla frente a los edificios.

La contaminación es un problema importante en Monrovia. Los montones de basura doméstica e industrial tienden a acumularse. El Banco Mundial paga a empresas de saneamiento para que la recojan, pero las recogidas son irregulares.
En 2013, el problema de la basura sin recoger en la zona de Paynesville de Monrovia llegó a ser tan grave que comerciantes y residentes quemaron "los enormes montones de basura que parecían a punto de cortar la carretera principal" que salía de Monrovia hacia Kakata.
Las inundaciones acarrean problemas medioambientales adicionales a los residentes: el agua de las inundaciones recoge los residuos que se han depositado en los pantanos a las afueras de las zonas residenciales y los esparce por los alrededores.
En 2009, sólo un tercio de los 1,5 millones de habitantes de Monrovia tenía acceso a retretes limpios. Quienes carecen de retretes propios defecan en los estrechos callejones entre sus casas, o en la playa, o en bolsas de plástico que arrojan a los montones de basura cercanos o al mar.
La aglomeración de viviendas, la falta de requisitos para que los propietarios proporcionen retretes que funcionen y una planificación urbana prácticamente inexistente "se han combinado para crear unas condiciones de saneamiento letales en la capital".

## Ciudades hermanadas
- Taipéi, República de China
- Dayton, Ohio, EE. UU.
- Filadelfia, Pensilvania, EE. UU.
- Yonkers, Nueva York, EE. UU.